# Gjertsen Promontory
Il Gjertsen Promontory è un basso ma ripido promontorio antartico situato all'estremità di uno sperone roccioso orientato verso nord, che spunta dal Monte Gjertsen, nelle La Gorce Mountains, catena montuosa che fa parte dei Monti della Regina Maud, in Antartide. 
Fu mappato dall'United States Geological Survey sulla base di ispezioni condotte in loco e di foto aeree scattate dalla U.S. Navy nel periodo 1960-64.
La denominazione fu assegnata dalla New Zealand Geological Survey Antarctic Expedition del 1969–70, assieme a quella del Monte Gjertsen.